# Deklaracja na wierność narodowi i państwu polskiemu
Deklaracja na wierność narodowi i państwu polskiemu – element postępowania rehabilitacyjnego w stosunku do volksdeutschów w Polsce, po zakończeniu działań II wojny światowej.
Zgodnie z zarządzeniem Ministra Ziem Odzyskanych z 6 kwietnia 1946 jako Polaków należało traktować osoby, które złożą wniosek o weryfikację, udowodnią pochodzenie polskie lub wykażą łączność z narodem polskim i złożą deklarację na wierność narodowi i państwu polskiemu. Powyższe miało m.in. przeciwdziałać wysiedleniom autochtonów z Ziem Odzyskanych. Deklaracje składać mogły wyłącznie osoby z III i IV kategorii volkslisty, a w wyjątkowych przypadkach i z zastosowaniem skomplikowanej procedury, także osoby z II kategorii (volksdeutsche z I kategorią byli automatycznie wykluczani z jakiegokolwiek postępowania rehabilitacyjnego). Osoba rehabilitowana musiała też spełniać warunek braku przewinienia w świetle dekretu o karach dla faszystowsko-hitlerowskich zbrodniarzy i zdrajców narodu polskiego z 31 sierpnia 1944. Wyniki składania deklaracji były skromniejsze od oczekiwań rządu polskiego, na co wpływ miała niechęć lokalnych władz do osób wpisanych na volkslistę, czynniki ekonomiczne (wykorzystywanie Niemców jako taniej siły roboczej przez lokalne władze), a także skomplikowanie procedury po 28 sierpnia 1945 (po naciskach społecznych względem zbyt łagodnego traktowania volksdeutschów).
Przykładowo w Poznaniu składanie takich deklaracji odbywało się pisemnie w budynku Urzędu Miejskiego, w wyznaczonych pokojach, według liter alfabetu (np. po dwie litery dziennie).